# Nibo
Nibo este un oraș din Awka South, statul Anambra, Nigeria.